# Wacław Wyrobek
Wacław Wyrobek (ur. 8 września 1835 w Bestwince – zm. 31 marca 1903 w Krakowie) – prawnik, adwokat, poseł do Sejmu Krajowego Galicji i do austriackiej Rady Państwa.

## Życiorys
Uczęszczał do gimnazjum w Oświęcimiu a następnie do Gimnazjum św. Anny w Krakowie które ukończył w 1855. Następnie w latach 1855-1859 studiował na Wydziale Prawa UJ, gdzie 1865 uzyskał tytuł dr prawa. Stypendysta fundacji Samuela Głowińskiego, Po studiach pracował od 1859 jako auskultant w Sądzie Okręgowym w Krakowie. Następnie od 1863 aplikant adwokacki a od 1869 adwokat w sprawach karnych w Krakowie. Od 1870 był syndykiem masy upadłościowej banku „FJ Kirchmayer & Sohn” i jego właściciela Wincentego Kirchmajera w Krakowie. W 1874 skazany na rok więzienia za sprzeniewierzenie ponad 73 000 guldenów z masy upadłości i skreślony z listy adwokatów.  Następnie jako aplikant adwokacki w Krakowie starał się o powrót do zawodu.
Czynny politycznie. Poseł do Sejmu Krajowego Galicji II kadencji (1867–1869), wybrany w IV kurii obwodu Wadowice, z okręgu wyborczego nr 72 Kęty-Biała-Oświęcim. Był także posłem do austriackiej  Rady Państwa II kadencji (20 maja 1867 - 15 września 1869) wybrany przez Sejm w kurii XX – jako delegat z grona posłów wiejskich okręgów: Kraków, Chrzanów, Bochnia, Brzesko, Wieliczka, Wadowice, Kęty, Myślenice, Żywiec. Zrezygnował z mandatu wraz z 17 innymi posłami z powodu ignorowania przez rząd austriacki tzw. uchwały galicyjskiej. Był członkiem Koła Polskiego. Radny miasta Krakowa (1872-1874). 
Pochowany na Cmentarzu Rakowickim.

## Rodzina
Był synem młynarza i właściciela niewielkiego gospodarstwa rolnego  w Bestwinie Franciszka. Żonaty z Marią z Bińczyckich, z którą mieli 4 synów: Wacława (zmarłego tragicznie w wieku młodzieńczym), Stanisława (ur. 1871 prawnika i sędziego Sądu Najwyższego), Zygmunta (l1872-1939, lekarza i nauczyciela) oraz Mieczysława (1875-1940, artystę malarza, sekretarza Rady Powiatowej w Gorlicach), Jego przyrodnim bratem był nauczyciel Józef Wyrobek. 